# 甲狀腺髓質癌
甲狀腺髓質癌（Medullary thyroid cancer，簡稱MTC）為一種發源自濾泡旁細胞（C細胞）的甲狀腺癌，可以分泌降鈣素。甲狀腺髓質癌為第三常見的甲狀腺癌症，占甲狀腺癌總數的3%。
大約四分之一的MTC患者是因RET癌前基因突變所致，此類癌症稱為家族性甲狀腺髓質癌。若無涉變異，則稱為自發性MTC。當同時合併副甲狀腺及腎上腺髓質腫瘤則稱為第二型多發性內分泌腫瘤（MEN2），該腫瘤於1959首次被發現。